# Mulcticola hypoleucus
Espèce
Synonymes
- Nirmus hypoleucus Denny, 1842 (protonyme)

Mulcticola hypoleucus est une espèce de pou mâcheur de la famille des Philopteridae, parasitant notamment l'Engoulevent d'Europe (Caprimulgus europaeus).